# Hemangioendotelioma kaposiforme
'Hemangioendotelioma kaposiforme' (HEK) é um tumor vascular raro que é localmente agressivo, mas sem potencial metastático. Ele ocorre particularmente na pele, tecidos moles profundos, retroperitôneo, mediastino, e raramente envolve os ossos. Apesar de ocorrerem lesões solitárias, acometem muitas vezes grandes áreas do corpo, tais como a região da cabeça / pescoço (40%), tronco (30%), ou extremidade (30%). Normalmente, ele está presente ao nascimento como uma lesão plana, vermelho-púrpura, tensa e edemaciada. Embora metade das lesões sejam congênitas, 58% dos HEK desenvolvem-se durante a infância, 32% entre 1 e 10 anos de idade (32%) e 10% depois de 11 anos de idade. Além disso, o início na idade adulta tem sido descrito também, com predomínio de homens sendo afetados. Ambos os sexos são afetados igualmente em crianças. As lesões são muitas vezes maiores do que 5 cm de diâmetro e podem causar dor e deformidade visível.

## Características
Durante a primeira infância, HEK pode aumentar progressivamente e, depois de 2 anos de idade, pode regredir parcialmente. Porém, ele geralmente persiste a longo prazo. Além disso, 50% dos pacientes sofrem de trombocitopenia devido a coagulopatia (<25.000 / mm3), apresentando petéquias e sangramento. Este é o chamado Fenómeno de Kasabach-Merritt (KM) que é causado por aprisionamento de plaquetas e de fatores de coagulação dentro do tumor.

### Fenômeno de Kasabach-Merritt
O Fenômeno  de Kasabach-Merritt é menos frequente em pacientes com lesões com menos de 8 cm. Como dois terços dos tumores de início em adultos são menores de 2 cm, HEK em adultos raramente é associado com Kasabach-Merritt. Os pacientes com HEK e KM apresentam petéquias e equimoses.

## Tratamento
A maioria dos HEK são tumores difusos envolvendo múltiplos planos de tecidos e estruturas importantes. Ressecção de HEK é, assim, muitas vezes difícil. O tratamento de HEK é portanto, médico. A droga principal é a vincristina, que tem muitos efeitos colaterais, mas tem uma taxa de resposta de 90%. A terapia medicamentosa é muitas vezes usada para reduzir o tumor e tratar a coagulopatia. No entanto, muitos destes hemangioendoteliomas kaposiformes não regridem completamente e permanecem como um tumor residual assintomático muito menor. HEK ainda tem uma alta taxa de mortalidade de 30%. Embora a remoção cirúrgica completa com uma grande margem tenha o melhor resultado relatado, ela geralmente não é feita por causa do risco de hemorragia, extensão tumoral, e o local anatômico da lesão. Recentemente, o propranolol mostrou eficácia em uma parte dos pacientes com HEK e KM O manejo cirúrgico pode ser possível para pequenas lesões localizadas. Remoção de áreas maiores também pode ser indicada para pacientes sintomáticos ou para pacientes onde a terapia medicamentosa falhou. A ressecção não é necessária para as lesões que não causam problemas funcionais.